# Harpactira
Harpactira is een geslacht van spinnen uit de familie vogelspinnen (Theraphosidae).

## Soorten
De volgende soorten zijn bij het geslacht ingedeeld:
- Harpactira atra (Latreille, 1832)
- Harpactira baviana Purcell, 1903
- Harpactira cafreriana (Walckenaer, 1837)
- Harpactira chrysogaster Pocock, 1897
- Harpactira curator Pocock, 1898
- Harpactira curvipes Pocock, 1897
- Harpactira dictator Purcell, 1902
- Harpactira gigas Pocock, 1898
- Harpactira guttata Strand, 1907
- Harpactira hamiltoni Pocock, 1902
- Harpactira lineata Pocock, 1897
- Harpactira lyrata (Simon, 1892)
- Harpactira marksi Purcell, 1902
- Harpactira namaquensis Purcell, 1902
- Harpactira pulchripes Pocock, 1901
- Harpactira tigrina Ausserer, 1875